# Kara Bogaz Gol

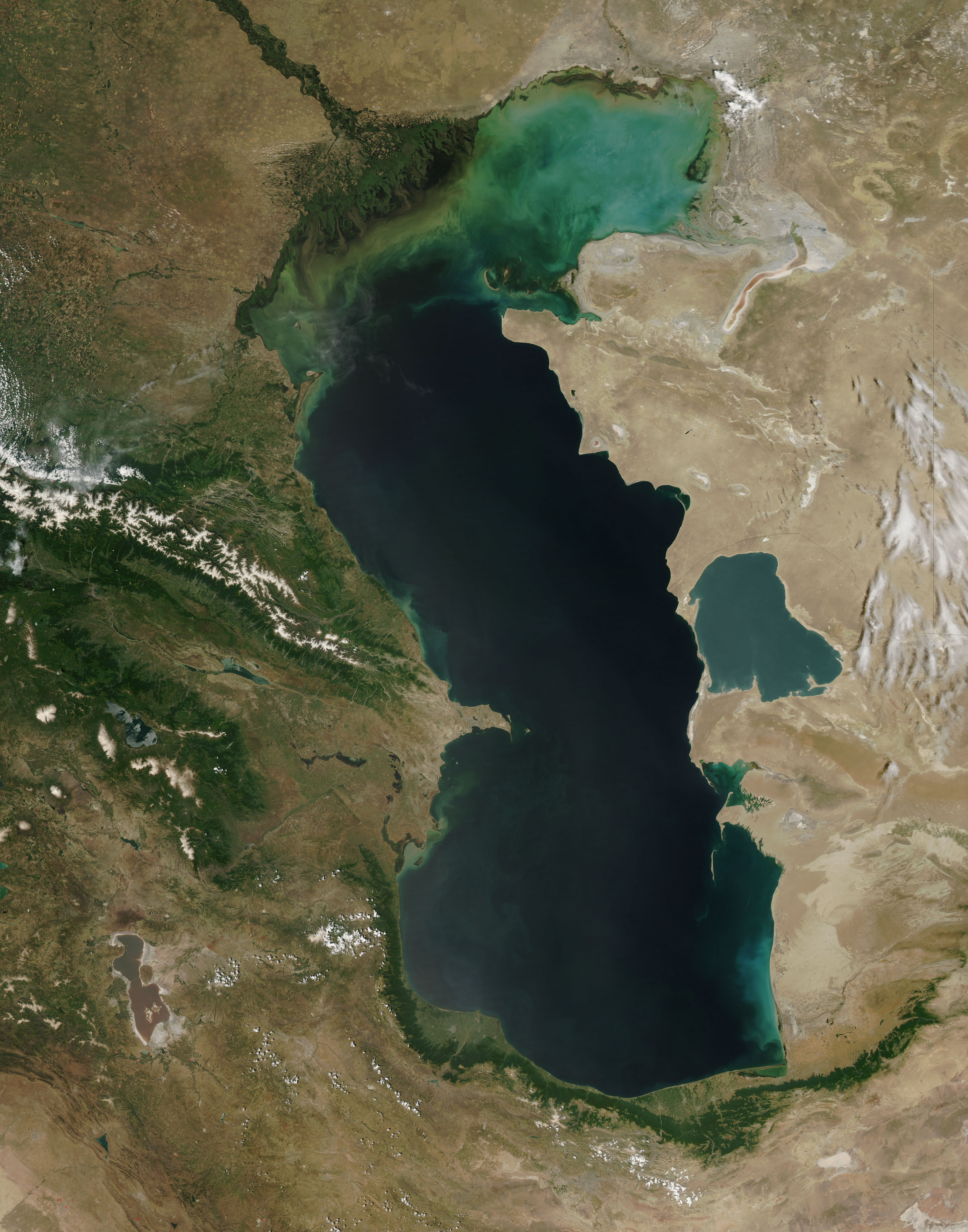
El golfo de Kara-Bogaz Gol, situado en el centro de la costa oriental del mar Caspio.

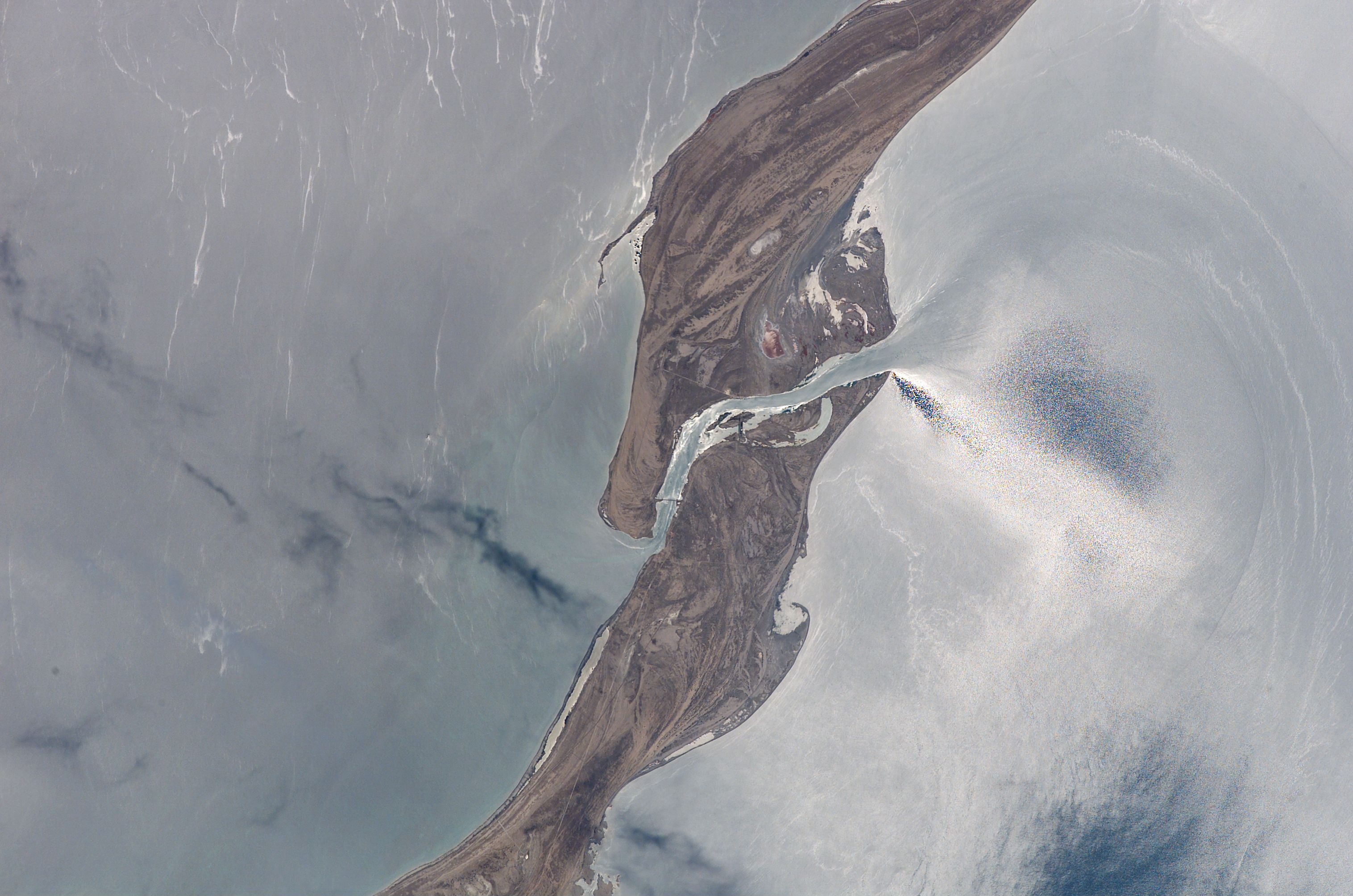
Aguas fluyen a través de la estrecha ensenada del mar Caspio (izquierda) en el Kara Bogaz Gol.

El Kara Bogaz Kol (también llamado Garabogazköl Aylagy o Kara-Bogaz-Gol, literalmente lago estrecho negro) es un accidente geográfico de Turkmenistán, país ubicado en el Asia Central, que puede considerarse tanto un lago salado, una depresión, una laguna costera o incluso un golfo. Se trata de una depresión de escasa profundidad, a pocos metros bajo el nivel del mar, ubicada en la zona noroccidental de Turkmenistán en la provincia de Balkan, cuya superficie aproximada es de 18 100 km². Una estrecha barra litoral arenosa la separa de las aguas del mar Caspio, lo cual provoca, en épocas en que el nivel de este mar aumenta, que la depresión se inunde, formando así un golfo. Cuando el nivel del Caspio desciende, la depresión actúa como cuenca natural de evaporación, acumulándose las sales en sus costas.
El golfo posee un elevado índice de salinidad (un 35%, una cifra a comparar con el 1,3% del mar Caspio), y prácticamente no posee vegetación marina. Los grandes depósitos de sal acumulados en la orilla sur han sido explotados por la población local desde la década de 1920, aunque a partir de 1930 la explotación manual de los mismos se detuvo, trasladándose la actividad industrial al noroeste, cerca de la localidad de Bekdash, una población de 10 000 habitantes situada en las orillas del Caspio.
A partir de la década de 1950 el agua fue bombeada hasta alcanzar un nivel más bajo que el que alcanzaba la propia bahía en su evaporación natural, produciendo varios tipos de sales diferenciadas. En 1963 se inició la construcción en Bekdash de una moderna planta que incrementase la producción de las salinas, que funcionase todo el año independientemente de la evaporación natural, y que fue finalizada en 1973.
En la década de 1980, la acumulación de sales en las orillas de la depresión causó problemas ecológicos generalizados en una extensa área, debido al transporte de sales por los vientos, que causó el envenenamiento de los suelos aptos para el cultivo e importantes problemas de salud en la población local, efectos similares a los ocurridos en el mar de Aral.